# Nela Boudová
Nela Boudová (* 1. prosince 1967 Praha) je česká herečka a životní koučka.

## Život
Narodila se v Praze, po otci je tuniského původu. Původně se jmenovala Neila Najar, až od třetí třídy, kdy se její matka znovu vdala, změnila jméno na Nela Boudová. Manželem matky se posléze stal novinář a zahraniční zpravodaj Československé televize Miroslav Bouda. I díky zaměstnání manžela její matky od šesté třídy po tři roky žila s rodiči v NDR. Po absolutoriu hudebně-dramatického oddělení pražské Státní konzervatoře (1988) působila několik let v oblastních divadlech (Karlovy Vary, České Budějovice). Po dvě sezóny hrála v Divadle za branou II u Otomara Krejči (1990–1993). Souběžně vystupovala v kladenském Středočeském divadle (1992), následně v Divadle Labyrint (1992–1994). V letech 1994–2009 byla členkou souboru pražského Činoherního klubu. Jako herečka ve svobodném povolání i nadále spolupracuje s Činoherním klubem, hostuje na pražských divadelních scénách (Divadlo Palace, Divadlo v Řeznické, Komorní divadlo Kalich, Divadlo Na Jezerce), dříve hostovala také v Hudebním divadle Karlín. Patří k populárním filmovým a televizním umělkyním.
Je autorkou tří knih pro děti Eliška a Korálníčci (2008), O víle Voněnce (2010), Bětka a její cesta od Chmury (2019) působí také v dabingu. Do češtiny mj. dabuje americkou herečku Julii Roberts, propůjčuje hlas i Melanii Griffith a Jodie Foster.
Od roku 2019 studuje Strategické Intervenční koučování  a má vlastní couchingovou praxi pro soukromé subjekty a firmy.
Ráda cestuje, je ve správní radě o.p.s. MOST Pro Tibet, která pomáhá Tibeťanům v azylu.

## Rodina
Má dva syny, Andreje a Dalibora, se scenáristou Janem Lekešem. Pečuje o dceru Alexandru v pěstounské péči.

## Filmografie – výběr
- 2021 Pan profesor (TV seriál)
- 2019 Můj příběh
- 2018 Modrý kód (TV seriál)
- 2017 8 hlav šílenství
- 2016 Bezva ženská na krku
- 2016 Jak básníci čekají na zázrak
- 2013 Doktoři z Počátků (TV seriál)
- 2012 Líbáš jako ďábel
- 2010 Sama v čase normálnosti (TV film)
- 2010 Skečbar (TV pořad)
- 2009 Vyprávěj (TV seriál)
- 2009 Bekyně Mníška
- 2009 Líbáš jako Bůh
- 2008 Anglické jahody
- 2007 O uloupené divožence (TV film)
- 2007 Trapasy (TV seriál)
- 2006 Horákovi (TV seriál)
- 2006 Malé velké gatě (TV film)
- 2006 Po hlavě... do prdele
- 2006 Škola Na Výsluní (TV seriál)
- 2006 Vratné lahve
- 2005 3 plus 1 s Miroslavem Donutilem (TV seriál)
- 2005 Doblba!
- 2005 Dobrá čtvrť (TV seriál)
- 2005 Hadí tanec (TV film)
- 2004 Nadměrné maličkosti: Bahno (TV film)
- 2004 Redakce (TV seriál)
- 2003 Past (TV film)
- 2002 Nevěsta s velkýma nohama (TV film)
- 2000 Powers
- 2000 Summer of My Deflowering, The
- 1999 Bunker - Eine todsichere Falle, Der (TV film)
- 1999 Pán hradu (TV film)
- 1998 Poklad pana H. (TV film)
- 1998 Silná jako smrt (TV film)
- 1997 Čarodějné námluvy (TV film)
- 1997 Motel Anathema (TV seriál)
- 1996 Kolja
- 1996 Studené denní světlo
- 1995 Jediná na světě (TV film)
- 1995 Šaty dělají mrtvolu (TV film)
- 1994 Bylo nás pět (TV seriál)
- 1991 Přes padací mosty (TV film)
- 1991 Volavka (TV film)
- 1990 Motýl na anténě (TV film)
- 1989 Dotyky
- 1989 Jestřábí moudrost
- 1988 Putování po Blažených ostrovech (TV film)
- 1988 Rodáci (TV seriál)
- 1985 Bylo nás šest (TV seriál)
- 1985 Mravenci nesou smrt
- 1985 Nevěsta / Tchyně (TV film)
- 1984 Cizí holka (TV film)